# 女朋友·男朋友
《女朋友。男朋友》，是2012年的台灣電影，由楊雅喆編劇、執導，於2012年8月3日在臺灣上映。為第十四屆台北電影節雙開幕片中唯一一部臺灣電影。

## 劇情大綱
2012的台北，女學生們發起自由選擇校服可穿褲裝或裙裝的運動，並在朝會上脫裙抗議。帶頭的是一對雙胞胎學生，陳忠良作為她們的監護人到校了解情況，而根據校方資料顯示，陳忠良是兩人的哥哥。
1985年的高雄，台灣處於戒嚴時期，中正高中的學生林美寶、陳忠良和王心仁不僅是要好的朋友，也是共同衝撞體制和規範的戰友，他們經常透過校刊、塗鴉等手段宣揚民主自由，晚上也在商展暗中販售黨外刊物。林美寶暗戀陳忠良，而同學們也都視兩人為情侶。在王心仁得知兩人並非情侶後，便向林美寶告白。
1990年的台北，參與野百合學運的王心仁在廣場上疾呼民主自由，台下的陳忠良是他最好的觀眾，而王心仁的女友林美寶則從家鄉北上，並帶了生日禮物。林美寶和陳忠良各送王心仁一雙同款的Nike球鞋，而王心仁並未回答自己喜歡的是紅色球鞋或藍色球鞋。之後王心仁因為和人起衝突而退學，在派對上，王心仁和陳忠良因為玩遊戲而在眾人起鬨下接吻，在王心仁吻了陳忠良後，後者憤而離去，而王心仁也開始和小寶來往。
1997年的台北，王心仁成為行政院發言人，並和院長的女兒小寶結婚，林美寶成了王心仁的情婦，並懷了他的雙胞胎。陳忠良和有婦之夫徐強交往，他對屈服於體制的王心仁感到憤慨，也對林美寶甘願做人情婦感到痛心，之後他和徐強分手。林美寶也度想動手術拿掉孩子，但還是決定將孩子生下，同為第三者的林美寶和陳忠良產生同袍情誼。
電影最後又回到2012的台北，陳忠良獨自帶著林美寶的雙胞胎女兒，三人過著快樂的家庭生活。

## 演員陣容

### 主要角色
| 演員姓名 | 角色姓名 | 粵語配音 | 介紹 |
| 張孝全   | 陳忠良   | 陳廷軒   | 年輕時一直偷偷暗戀著心仁，溫柔敦厚的沉默支持者。體貼善良，卻也壓抑了自己的真實人生。                                 |
| 桂綸鎂   | 林美寶   | 詹健兒   | 一個看似粗魯的高中女生，內心卻纖細的不得了。暗戀忠良，失戀後成為心仁的女友，在心仁與院長女兒結婚後成為心仁的第三者。 |
| 鳳小岳   | 王心仁   | 李凱傑   | 浪漫天真的風雲人物，學生時代的叛逆分子。原本是學生運動的領導人之一，之後與院長的女兒結婚。                           |

### 其他角色
| 演員姓名       | 角色姓名   | 粵語配音       | 介紹                                                       |
| 張書豪         | 許神龍     | 李致林         | 學校校刊編輯                                               |
| 仇泠           | 殷教官     | 許盈           | 描繪台灣戒嚴時期                                           |
| 房思瑜         | 小寶       |                | 劉院長的女兒                                               |
| 唐國忠         | 徐強       | 陳欣           | 忠良的男友                                                 |
| 關勇           | 忠良父     |                | 劇情開頭教官說忠良為雙胞胎姊妹的哥哥，表示其為法律上的養父 |
| 秋乃華         | 忠良母     |                | 劇情開頭教官說忠良為雙胞胎姊妹的哥哥，表示其為法律上的養母 |
| 丁寧           | 花子       | 沈小蘭         | 美寶母，走唱的舞女                                         |
| 雷瑟琳、雷婕熙 | 雙胞胎姊妹 | 黃瑩瑩、陳皓宜 | 忠良的養女，心仁與美寶的親女                               |

## 歌曲
| 曲別   | 歌曲名稱     | 作詞 | 作曲          | 演唱者 | 備註 |
| 主題曲 | 女朋友男朋友 | 自從 | 黃韻玲 鍾興民 | 黃韻玲 |      |

## 幕後團隊簡介
- 監製：葉如芬
- 導演兼編劇：楊雅喆
- 配樂：鍾興民
- 攝影：包軒鳴

## 取景拍攝
電影中的場景有70%在高雄市取景拍攝
- 高雄市
  - 高雄市立五福國民中學
  - 高雄市立溪埔國民中學
  - 高雄市立民生醫院
  - 高雄市鼓山游泳池
  - 高雄市大社區青雲宮
- 臺南市
  - 國立臺南女子高級中學
- 臺北市
  - 臺北市立中正高級中學
  - 臺北市立興雅國民中學
  - 國立臺灣師範大學
  - 中正紀念堂
  - 碧湖公園
  - 台北大橋
- 屏東縣
  - 牛角灣溪
  - 涼山瀑布
- 基隆市
  - 基隆車站旁的陸橋下

## 獎項
- 第14屆台北電影節開幕電影之一

### 第14屆台北電影節
| 年份 | 獎項             | 得獎者             | 結果 |
| ---- | ---------------- | ------------------ | ---- |
| 2012 | 最佳劇情長片     | 《女朋友。男朋友》 | 提名 |
| 2012 | 國際青年導演競賽 | 《女朋友。男朋友》 | 提名 |
| 2012 | 最佳男主角       | 張孝全             | 獲獎 |
| 2012 | 最佳男配角       | 張書豪             | 獲獎 |
| 2012 | 媒體推薦獎       | 《女朋友。男朋友》 | 獲獎 |

### 第49屆金馬獎
| 年份 | 獎項             | 得獎者             | 結果 |
| ---- | ---------------- | ------------------ | ---- |
| 2012 | 最佳劇情片       | 《女朋友。男朋友》 | 提名 |
| 2012 | 最佳男主角       | 張孝全             | 提名 |
| 2012 | 最佳女主角       | 桂綸鎂             | 獲獎 |
| 2012 | 最佳男配角       | 張書豪             | 提名 |
| 2012 | 最佳導演獎       | 楊雅喆             | 提名 |
| 2012 | 最佳原著劇本獎   | 楊雅喆             | 提名 |
| 2012 | 最佳攝影獎       | 包軒鳴             | 提名 |
| 2012 | 觀眾票選最佳影片 | 《女朋友。男朋友》 | 獲獎 |

### 第55屆亞太影展
| 年份 | 獎項       | 得獎者 | 結果 |
| ---- | ---------- | ------ | ---- |
| 2012 | 最佳男主角 | 張孝全 | 提名 |
| 2012 | 最佳女主角 | 桂綸鎂 | 獲獎 |
| 2012 | 最佳編劇   | 楊雅喆 | 提名 |
| 2012 | 最佳錄音   | 杜篤之 | 提名 |

### 第7屆亞洲電影大獎
| 年份 | 獎項           | 得獎者 | 結果 |
| ---- | -------------- | ------ | ---- |
| 2012 | 最佳男主角     | 張孝全 | 提名 |
| 2012 | 最受歡迎男主角 | 張孝全 | 提名 |
| 2012 | 最佳女主角     | 桂綸鎂 | 提名 |
| 2012 | 最受歡迎女主角 | 桂綸鎂 | 提名 |
| 2012 | 最佳男配角     | 鳳小岳 | 提名 |

### 第32屆香港電影金像獎
| 年份 | 獎項             | 得獎者             | 結果 |
| ---- | ---------------- | ------------------ | ---- |
| 2012 | 最佳兩岸華語電影 | 《女朋友。男朋友》 | 提名 |

### 第13屆華語電影傳媒大獎
| 年份 | 獎項                   | 得獎者 | 結果 |
| ---- | ---------------------- | ------ | ---- |
| 2013 | 最佳編劇               | 楊雅喆 | 提名 |
| 2013 | 最佳女主角             | 桂綸鎂 | 提名 |
| 2013 | 觀眾票選最受矚目女演員 | 桂綸鎂 | 提名 |
| 2013 | 觀眾票選最受矚目表現   | 張孝全 | 提名 |

### 第4屆至十大華語影展
| 年份 | 獎項       | 得獎者             | 結果 |
| ---- | ---------- | ------------------ | ---- |
| 2013 | 十佳電影   | 《女朋友。男朋友》 | 獲獎 |
| 2013 | 最佳導演   | 楊雅喆             | 提名 |
| 2013 | 最佳女主角 | 桂綸鎂             | 提名 |
| 2013 | 最佳男主角 | 張孝全             | 提名 |

## 外部連結
- 《女朋友。男朋友》的Facebook專頁
- YouTube上的女朋友·男朋友頻道
- Yahoo奇摩電影上《女朋友·男朋友》的資料（繁體中文）
- MSN娛樂上《女朋友·男朋友》的資料（繁體中文）

- 開眼電影網上《女朋友·男朋友》的資料（繁體中文）
- 豆瓣电影上《女朋友·男朋友》的資料 （简体中文）
- 时光网上《女朋友·男朋友》的資料（简体中文）
- AllMovie上《女朋友·男朋友》的资料（英文）
- 爛番茄上《女朋友·男朋友》的資料（英文）
- 香港影庫上《女朋友·男朋友》的資料（繁體中文）
- 互联网电影数据库（IMDb）上《女朋友·男朋友》的资料（英文）